# Улрих V (Пфанберг)
Улрих V фон Пфанберг (на немски: Ulrich V von Pfannberg) е граф на Пфанберг-Пеггау при Фронлайтен в Щирия, от 1322 до 1337 г. фогт на Обернбург, от 1330 г. маршал на херцогство Австрия и от 1335 г. хауптман в Каринтия.

## Биография
Роден е през 1287 година. Син е на Улрих IV фон Пфанберг († сл. 1318) и съпругата му Маргарета фон Нойнбург († сл. 1306), вдовица на фрайхер Леополд фон Занег († ок. 1286), дъщеря на граф Улрих II фон Нойнбург († 1308) и втората му съпруга принцеса Агнес фон Баден-Австрия († 1295). Внук е на известния рицар граф Хайнрих фон Пфанберг († 1282) и Агнес фон Плайн-Хардег († сл. 1298). Сестра му Елизабет фон Пфанберг († сл. 22 май 1363) се омъжва за Хайнрих фон Монтпрайз († 7 ноември 1355/22 май 1363).
През 1322 г. голяма част от собствеността на фамилията фон Хоенбург попада на род Пфанберг.
Улрих V фон Пфанберг умира на 23 октомври 1354 г. Погребан е във Виена Миноритен.

## Фамилия
Улрих V фон Пфанберг се жени сл. 19 май 1314 г. за Агнес фон Валзе († 1329), дъщеря на рицар Еберхард III фон Валзе († 1288) и Аделхайд фон Валдбург († 1275). Бракът е бездетен.
Улрих V фон Пфанберг се жени втори път пр. 24 март 1331 г. за графиня Маргарета фон Верденберг († сл. 1335), вдовица на граф Бертхолд III фон Грайзбах († 8 октомври 1324), дъщеря на граф Рудолф II фон Верденберг-Зарганс († 1323) и съпругата му фон Аспремонт/ или на Хуго II фон Верденберг-Хайлигенберг († 1308) и Еуфемия фон Ортенбург-Каринтия († 1316). Те имат три деца:
- Йохан фон Пфанберг (* 1321; † пр. 25 ноември 1362), женен на 12 март 1354 г. във Виена за Маргарета фон Шаумберг († сл. 1380), дъщеря на граф Рудолф фон Шаумберг († 1347/1348)
- Катарина фон Пфанберг († 1374/1375), омъжена на 18 ноември 1347 г. за граф Майнхард VI (VII) фон Гьорц († сл. 6 май 1385), син на граф Алберт II от Горица (1261 – 1325) и Еуфемия от Меч (1301 – 1353)
- Маргарета фон Пфанберг († сл. 1377), сгодена на 18 януари 1348 г. в Авиньон, омъжена пр. 12 март 1354 г. за граф Фридрих II фон Ортенбург († сл. 1355), син на граф Албрехт фон Ортенбург († сл. 1334) и Хелена († сл. 7 февруари 1335)